# Rabais britannique
Le rabais britannique est le nom donné à un rabais sur la contribution du Royaume-Uni au budget européen. Il est aussi parfois surnommé « chèque britannique ».

## Historique
Le rabais a été négocié par la Première ministre britannique Margaret Thatcher lors du Conseil européen de Fontainebleau à l'été 1984. La justification de ce rabais était qu'une grande proportion du budget européen (à l'époque 80 %, 42 % pour la période 2007-2013) est dépensée pour la Politique agricole commune, qui bénéficie beaucoup moins au Royaume-Uni qu'à d'autres pays, puisque son secteur agricole est relativement limité en proportion de son produit intérieur brut.[réf. nécessaire]
Le rabais représente environ deux tiers de l'excédent de la contribution britannique par rapport aux dépenses de l'Union européenne à destination du Royaume-Uni.[réf. nécessaire]
En 2003, Jacques Chirac a voulu supprimer ce rabais au Royaume-Uni, Tony Blair alors Premier ministre britannique, s'y est opposé en invoquant la possibilité de réclamer la suppression de la Politique agricole commune.[réf. nécessaire]
Pour l'année 2005, le rabais était de 3 milliards £ (PIB). Pour l'année 2015 il était de 6,1 milliards d'Euros, dont 1,59 milliard versé par la France, 1,16 milliard par l'Italie, et 745 millions par l'Espagne. Plus tard, d'autres États ont également obtenu un rabais : l'Allemagne (1985), la Suède, l'Autriche et les Pays-Bas (2002).

## Sources